# Касс (округ, Небраска)
Касс (англ. Cass County) — округ в штате Небраска, США. Административный центр округа — город Платсмут. По данным переписи за 2010 год число жителей округа составляло 25 241 человек.
В системе автомобильных номеров Небраски округ Касс имеет префикс 20. Округ находится на восточной границе штата с Айовой. Ограничен с севера рекой Платт, а с востока — рекой Миссури.

## История
Создание округа было одобрено легислатурой Небраски 7 марта 1855 года. Он был назван в честь генерала Льюиса Касса.
В 2011 году округ серьёзно пострадал во время сильного наводнения на реке Миссури.

## Население
| Год переписи | Нас.  |  | %±     |
| ------------ | ----- |  | ------ |
| 1860         | 3369  |  | —      |
| 1870         | 8151  |  | 141,9% |
| 1880         | 16683 |  | 104,7% |
| 1890         | 24080 |  | 44,3%  |
| 1900         | 21330 |  | −11,4% |
| 1910         | 19786 |  | −7,2%  |
| 1920         | 18029 |  | −8,9%  |
| 1930         | 17684 |  | −1,9%  |
| 1940         | 16992 |  | −3,9%  |
| 1950         | 16361 |  | −3,7%  |
| 1960         | 17821 |  | 8,9%   |
| 1970         | 18076 |  | 1,4%   |
| 1980         | 20297 |  | 12,3%  |
| 1990         | 21318 |  | 5%     |
| 2000         | 24334 |  | 14,1%  |
| 2010         | 25241 |  | 3,7%   |
| 2016         | 25767 |  | 2,1%   |

В 2010 году на территории округа проживало 25 241 человек (из них 50,2 % мужчин и 49,8 % женщин), насчитывалось 9698 домашних хозяйства и 7078 семей. Расовый состав: белые — 96,9 %, афроамериканцы — 0,3 %, коренные американцы — 0,3 % и представители двух и более рас — 1,5 %. 2,4 % населения были латиноамериканцами.
Население округа по возрастному диапазону по данным переписи 2010 года распределилось следующим образом: 25,3 % — жители младше 18 лет, 3,2 % — между 18 и 21 годами, 57,2 % — от 21 до 65 лет и 14,3 % — в возрасте 65 лет и старше. Средний возраст населения — 41,1 лет. На каждые 100 женщин в Кассе приходилось 100,7 мужчин, при этом на 100 совершеннолетних женщин приходилось уже 98,1 мужчины сопоставимого возраста.
Из 9698 домашних хозяйств 73,0 % представляли собой семьи: 61,1 % совместно проживающих супружеских пар (23,8 % с детьми младше 18 лет); 7,7 % — женщины, проживающие без мужей и 4,1 % — мужчины, проживающие без жён. 27,0 % не имели семьи. В среднем домашнее хозяйство ведут 2,57 человека, а средний размер семьи — 3,01 человека. В одиночестве проживали 22,2 % населения, 9,7 % составляли одинокие пожилые люди (старше 65 лет).

## Экономика
В 2015 году из 20 080 трудоспособных жителей старше 16 лет имели работу 12 980 человек. В 2014 году медианный доход на семью оценивался в 78 715 $, на домашнее хозяйство — в 65 385 $. Доход на душу населения — 30 637 $. 5,2 % от всего числа семей в Кассе и 7,0 % от всей численности населения находилось на момент переписи за чертой бедности.